# Vincenza Labriola
Vincenza Giuliana Labriola (Taranto, 16 febbraio 1981) è una politica italiana.

## Biografia
Alle elezioni politiche del 2013 è eletta alla Camera dei Deputati, nella circoscrizione Puglia, nelle liste del Movimento 5 Stelle., ma pochi mesi dopo l'insediamento della XVII legislatura lascia il M5S e passa al Gruppo misto, aderendone poi, dal 7 luglio 2014, alla componente "Libertà e Diritti - Socialisti Europei (LED)", costituita da fuoriusciti da Sinistra Ecologia Libertà. Quando il 17 novembre successivo LED entra nel PD, lei invece rimane fra i non iscritti.
Il 16 giugno 2017 aderisce al gruppo parlamentare di Forza Italia, suscitando le polemiche di chi le rinfaccia la passata avversione a Silvio Berlusconi.
Alle elezioni politiche del 2018 è ricandidata alla Camera dei Deputati come capolista di Forza Italia nel Collegio plurinominale Puglia - 04 e viene rieletta.
Non ricandidata alle elezioni politiche del 2022, abbandona Forza Italia il 14 settembre di tale anno.